# Papa, Maman, la Bonne et moi (film)
Ne doit pas être confondu avec Papa, Maman, la Bonne et moi (chanson).
Série
Papa, maman, ma femme et moi
(1956)
Pour plus de détails, voir Fiche technique et Distribution.
Papa, Maman, la Bonne et moi est un film français de Jean-Paul Le Chanois, sorti en 1954.

## Synopsis
Adaptation longue d’un sketch de Robert Lamoureux, le film décrit une famille de Français moyens et leurs rapports avec le voisinage, les commerçants et les domestiques, dans un immeuble de Montmartre.
Robert, qui est stagiaire chez l'avocat Turpin, vit encore chez ses parents. Flirtant avec une collègue, il est licencié par son patron jaloux. Il rencontre alors Catherine, qui a une petite fille à charge (sa nièce) ; il en tombe amoureux.
Cependant, Robert hésite à annoncer son mariage à ses parents à cause de sa situation professionnelle qui devient hasardeuse et du caractère quelque peu autoritaire de son père. Or, contre l'avis de son amoureux, Catherine décide de se faire embaucher comme « bonne à tout faire » par les parents de Robert avec l'idée de les conquérir.

## Fiche technique
- Titre : Papa, Maman, la Bonne et moi
- Réalisation : Jean-Paul Le Chanois, assisté de Pierre Granier-Deferre, Maud Linder, Brigitte Dubois
- Scénario : Pierre Véry, Marcel Aymé et Jean-Paul Le Chanois
- Adaptation : Pierre Véry, Jean-Paul Le Chanois
- Dialogue : Jean-Paul Le Chanois
- Décors : Robert Clavel, assisté de R. Guisgand
- Musique : Georges Van Parys (édition: Enoch et Cie - Fortin)
- Photographie : Marc Fossard
- Opérateur : Adolphe Charlet, assisté de R. Schneider
- Montage : Emma Le Chanois, assistée de Jean Ravel
- Son : René Sarazin, assisté de Guy Chichignoud
- Maquillage : Jean-Jacques Chanteau
- Photographe de plateau : Léo Mirkine
- Script-girl : Brigitte Dubois
- Régisseur général : André Rameau
- Régisseur ensemblier : Gabriel Béchir
- Production : Champs-Élysées Productions - Lambor Films - Cocinex
- Chef de production : Jules Borkon
- Directeur de production : Jean Desmonceaux
- Distribution : Cocinor
- Pays d'origine :  France
- Format : Noir et blanc - 1,33:1 - Mono - 35 mm
- Tirage : Laboratoire L.T.C Saint-Cloud
- Système sonore Western Electric
- Tournage du 24 mai au 15 juillet 1954 dans les studios Parisiens de Billancourt
- Genre : Comédie
- Durée : 97 minutes
- Date de sortie : 
  - France - 26 novembre 1954
- Affiche : René Péron (France)

## Distribution
- Robert Lamoureux : Robert Langlois
- Gaby Morlay : Gabrielle Langlois
- Fernand Ledoux : Fernand Langlois
- Nicole Courcel : Catherine Liseray
- Madeleine Barbulée : Marie-Louise, la première bonne
- Louis de Funès : M. Calomel, le voisin bricoleur
- Yolande Laffon : Madeleine Sautopin, l'amie de Maman
- Robert Rollis : Léon « alibi », le copain de Robert
- Sophie Sel : Mlle Leconte, une élève de l'institution Sainte-Beuve
- Dominique Davray : la bouchère entreprenante
- Françoise Hornez : Nicole, une voisine
- Judith Magre : Germaine, une employée du cabinet de Maître Turpin
- Hubert Deschamps : le spectateur qui n'a pas dîné
- Léon Arvel : un parent
- Claude Castaing
- Marcel Charvey : l'homme qui se sépare de sa femme
- René Fleur : Maître Turpin, avocat
- Fabien Loris
- Virginie Vitry : la deuxième bonne
- Sophie Mallet : une autre bonne
- Dominique Marcas : Henriette, une employée de Maître Turpin
- Gaston Modot : le mendiant violoniste
- Bernard Musson : un spectateur lors de la représentation
- Michel Nastorg : un spectateur lors de la représentation
- Paul Villé : l'oncle qui donne un billet
- Jean Tissier : Maître Petitot, avocat membre du conseil de l'ordre
- Robert Le Béal : l'amateur de théâtre qui donne la réplique
- Jacques Marin : Gaston, un voisin ouvrier chez Panhard
- Yvonne Constant : Denise, couturière, épouse de Gaston
- René-Jacques Chauffard : le locataire du sixième qui adresse des enveloppes (sous le nom de « Chauffard »)
- Albert Michel : M. Sautopin, le comédien amateur « souffleur »
- Jean Sylvain : le postier au moment des étrennes
- Jany Vallières : la seconde camarade
- Alix Mahieux : une invitée lors de la représentation
- Henri Coutet : le locataire du sixième employé à la RATP
- Charles Bayard : un spectateur lors de la représentation
- Jean-Paul Le Chanois : un spectateur
- Laure Paillette : la spectatrice aux cheveux encombrants
- Édouard Francomme : un voisin célibataire
- Christian Brocard : un copain de Léon
- Paul Bisciglia : un locataire du sixième
- Benoîte Lab : Monique, près de l'escalier de l'école
- Pierre Ferval
- Gaëtan Noël
- Barbara Mayo
- Florence Vernet
- Sylviane Humair
- Ariane Dufy
- André Wasley
- Martine Çuhaciender (Alexandre). Sylvie, la nièce de Nicole Courcel

## Liens entretenus avec d'autres films
- Une suite, Papa, maman, ma femme et moi, toujours réalisée par Jean-Paul Le Chanois, est sortie en 1956.
- Une scène de « compliment muet » aurait été reprise du film de France Roche et Pierre Kast À nous deux, Paris ![1] sans modification. Le Chanois y admet auprès de France Roche un « discret et amical hommage »[2].

## Autour du film
- Le tournage s'est déroulé du 24 mai au 15 juillet 1954 dans les studios parisiens de Boulogne-Billancourt.
- À noter, les apparitions du réalisateur (un spectateur qui « ne dit rien »), d'Hubert Deschamps et Bernard Musson (des spectateurs lors de la représentation), ainsi que de Dominique Marcas (Henriette, une employée de maître Turpin).